# 將太的壽司
《將太的壽司》（日语：将太の寿司）為漫畫家寺沢大介於1992年開始連載的壽司題材料理漫畫，將太的壽司〜全國大賽篇〜和將太的壽司2 World Stage的漫畫續集分別於1997年和2013年开始連載，所作3部漫畫皆已完結。

## 故事大綱

### 將太的壽司
為了照顧家計，關口將太在父親病倒後，決定休學到壽司店「鳳壽司」當學徒。雖然經過了一年多的時間，將太仍只是在店中當送外賣及清潔的雜務工作，仍未有機會站上調料台。雖是如此，將太並沒有灰心，每晚在員工宿舍中不停練習製作壽司的技術。直到有一天，在學校中曾暗戀將太的女同學要結婚了，將太拼命為她做出了一份壽司，並且給予她最大的祝福。同時，將太的壽司師傅生涯正式艱苦地開始了。

### 將太的壽司〜全國大賽篇〜
終於到了壽司師傅新人賽之全國大賽當天，將太除了面對師兄佐治安人及大年寺之外，還有一個強勁的對手，也就是來自大阪的代表－阪田利人。在第一道課題的刀工比賽和第二道課題的蛋壽司中，將太居於優勢的情勢突然有了重大的轉變。

### 將太的壽司2 World Stage
關口將太與佐治安人對決後二十年，佐治成為鳳壽司的老闆，受託邀請將太擔任全國壽司協會會長遭拒，將太還拜託安人讓兒子關口將太朗去鳳壽司修業。將太朗常跟前輩佐治將太起爭執，但因為佐治將太是安人的兒子，安人也拿他沒輒。法國人壽司師傅大衛杜卡斯放話要在半年之內消滅日本的壽司，佐治將太在看過他的作品後，決定去巴黎闖盪。

## 登場人物

### 鳳壽司
關口將太（せきぐち しょうた）
主角，北海道小樽市巴壽司的長子，鳳壽司的第六代第五位弟子。曾獲得28屆全國新人壽司大賽第一名。擅長直立返握，擁有絕技「圓的刀法」、「無我刀法」、「魚之聲」（魚之聲，現實中是位於東京都四谷荒木町的店家－壽司金的技術）。
佐治安人（中士/さじ あんと）
鳳壽司的第六代第三位弟子，將太的前輩。曾獲得28屆全國新人壽司大賽第二名。擁有絕對味覺，後接任鳳壽司老闆。
小畑慎吾（鰶魚仔/おばた しんご）
鳳壽司的第六代第四位弟子，將太的前輩兼好朋友。在全國大賽東京區第二回合遭淘汰出局，在大、小政離開後成為鳳壽司師傅。
吾子飛男（あこ とびお）
鳳壽司的第六代第六弟子，將太的晚輩。
鳳征五郎（おおとり せいごろう）
鳳壽司第五代傳人，壽司界無人不曉的名人，受岩崎民次所託，接任全日本壽司協會會長。
藤田政二（大政/ふじた せいじ）
鳳壽司招牌師傅，鳳壽司的第六代大弟子，後獨立在下北澤開設鳳壽司分店。
岡村秀政（小政/おかむら ひでまさ）
鳳壽司的第六代第二位弟子，後獨立在谷中 (台東區)開設鳳壽司分店。
富山雅子（とみやま まさこ）
負責鳳壽司的接待工作，富山豆腐店的千金，小政的妻子。
鳳八千代（電視版的姓名）
鳳壽司的老闆娘
鳳小百合（電視版）
鳳征五郎的養女

### 『將太的壽司』壽司師父
清川參治郎
壽司玄老闆，被稱為「愛宕山天狗」。年輕時與鳳征五郎一同在鳳壽司修業，因為鳳征五郎與店主千金相戀，導致參治郎誤會鳳征五郎靠裙帶關係繼承鳳壽司遂憤而出走，在港區重新開店時陷害鳳征五郎使鳳壽司失去客人。但將太與流也比賽結果出爐時真相大白。
清川流也（きよかわ りゅうや）
壽司玄師傅，被稱為「牛若丸」，擁有「小手返三手」絕技，擅長快捏壽司
下山鐵雄（しもやま てつお）
芝浜鮨師傅，鑑定蝦的高手。
紺屋碧悟（こうや へきご）
碧壽司老板兼主廚，家世淵博，資質也非常高，具有非同一般的實力，做出來的壽司令將太讚嘆不已，直言每一道都沒有缺憾。但人品非常不入流，甚至狂妄自大，常以下流手段逼迫對手放棄比賽，被壽司協會開除會籍後轉戰日本料理界，並憑著個人技術與不當手段迅速成為一家日本料理店的板前，在武藤鶴榮幫助下再次向將太發起挑戰，並運用不當手段掃光貨源並讓將太右手受傷，但在將太不屈不撓下成功取得貨源並習得小手返一手絕技反遭擊敗，並因為惡劣手段曝光遭驅逐出日本料理界。在全國大賽篇最後受將太奮戰精神感動，重新作人。
奥萬倉新一（おくまぐら しんいち）
磯銀師傅，擅長刀工，對細工壽司非常在行，擁有絕技「鹿乃子刀法」。
木下藤吉（きのした とうきち）
銀壽司師傅，『米的名人』，非常擅長鑑定米，也很擅長製作手工海苔，對壽司各方面的知識非常廣泛了解卻不墨守成規，做出來的壽司與大膽做法往往令人讚嘆。
清水哲也（鮪魚哲/しみず てつや）
壽司金師傅，後脫離自立門戶，接手大和壽司並改名「初美壽司」，具有鑑定鮪魚的眼力，在鮪魚方面的知識及手藝，無人能出其右，又被稱作「鮪魚哲」。
武藤剛（むとう つよし）
武藤鶴栄的兒子，從小接受武藤鶴栄嚴格的料理訓練，15歲成為壽司名店「山中」的師傅，比將太還要早作出蘿蔔鮭魚卵軍艦捲，卻沒有像將太一樣克服壽司料會掉下來的缺點。
大年寺三郎（東北之龍/だいねんじ さぶろうた）
壽司傳說名廚，對於壽司的素材與料理方面的知識非常淵博，由於體型壯碩，擁有驚人的臂力，能作出其他人無法模仿的切法，也能徒手去抓連漁夫都無法抓到的魚類。人稱東北之龍。
繼鳳壽司鳳征五郎、拍手小安從壽司會長一職退休後，將太、佐治都無意擔任會長一職，則由大年寺三郎出任壽司會長。即使經過多年，雄壯的體格依然不減當年。
高山信一郎（たかやま しんいちろう）
雅子的未婚夫，想騙取雅子家土地，被秀政以豆腐青花魚壽司擊敗。
河谷英則
東京都練馬區奈良壽司師傅。
小松原真樹
人稱「阿修羅的真樹」，東京都新宿區壽司濱師傅。
晴奈裕次
東日本壽司研究會會長，東京都墨田區御桂壽司師傅。
黒川哲也（くろかわ　てつや）
笹壽司師傅（電視版）
鬼村龍二（おにむら　りゅうじ）
笹壽司師傅（電視版）

### 『將太的壽司〜全國大賽篇〜』壽司師父
坂田利人（さかた としひと）
力壽司師傅。刀法精準且快速，擅長以低廉價的成本做出非常美味的壽司。擁有進入高級餐廳作菜的本事，卻甘願為了一群孤單的小孩作100元壽司。
高田早苗（たかだ さなえ）
壽司仙師傅。只拿一本壽司料理書學一學，就能打進全國四強的驚人奇才。年輕時曾經打過拳擊，其後因眼睛受傷退出。轉而進入壽司界，在百貨公司擔任外帶壽司師傅，非常深受附近居民的喜愛。擅長醃漬類壽司。
切島傀(切島由太)（きりしま かい）
笹壽司師傅。擁有家傳絕學，針灸麻醉(現實中是大分縣村田水產卜部俊郎先生的獨家機密技術，曾在料理東西軍 酥炸竹莢魚 vs 酥炸絞肉餅 比賽中介紹)。
叶崎精二郎（鋼精二郎/かのうざき せいじろう）
笹壽司四刀客之一，小竹鮨店主，擁有刀法絕技「斬鐮風」，人稱「鋼精二郎」。
武士伴平（修羅狂刀/たけち はんぺい）
笹壽司四刀客之一，人稱「修羅狂刀」。
加藤以藏（刀鬼/かとう いぞう）
笹壽司四刀客之一，人稱「刀鬼」。
謎之女
笹壽司四刀客之一，曾將大年寺三郎太推下電車月台使其重傷。
月岡清（神的右手/つきおか あきら）
新潟縣壽司師傅代表，擁有「神的右手」，捏製出的壽司外型與醋飯克數完美無瑕。

### 『將太的壽司2 World Stage』壽司師父
佐治將太（さじ しょうた）
佐治安人的兒子
關口將太朗（せきぐち しょうたろう）
關口將太的兒子
大衛杜卡斯（ダビッド・デュカス）
神秘的法國壽司師傅，放話要在半年之內消滅日本的壽司，佐治將太在看過他的作品後，決定去巴黎闖盪
千成駒子 （せんなり こまこ）
巴黎壽司店的經營者
薩哈爾（サハル）
來自中東的壽司女師傅
岩田真治（いわた しんじ）
岩壽司的兒子
清水健一郎（しみず　けんいちろう）
清水哲也的兒子
紺屋翠（こうや　あきら）
紺屋碧悟的兒子，個性張揚。
奥萬倉大斗（おくまぐら　ひろと）
奥萬倉新一的兒子
木下秀吉（きのした　ひできち）
木下藤吉的兒子
小谷清志郎（こたに　せいしろう）
Monami壽司的第一代店主
瑪麗（マリー）
Monami壽司的第二代店主

### 其他人物
笹木剛志（ささき たけし）
笹壽司社長的兒子，在全國大賽篇最後與將太和解。到韓國展店不順，請將太代為出手相助。
渡辺久美子（わたなべ くみこ）
將太的女朋友，擅長鋼琴並至維也納留學，後與將太結婚。
關口源治（せきぐち げんじ）
將太的父親，巴壽司老闆。
關口美春（せきぐち みはる）
將太的妹妹。
關口春子（せきぐち はるこ）
將太的母親，因過勞病死。
鶴丸芳喜（つるまる よしき）
鶴丸水産老闆，旗下擁有五艘漁船。
神亀鮨（しんかめずし）
被笹壽司指使製造海難事故，使將太的父親受重傷。獲得將太一家原諒，在全國大賽篇中為查出切島槐的秘密，潛入笹壽司餐廳被切島槐打成重傷。
宇崎辰巳（百目之辰/うざき たつみ）
職業壽司店魚貨採購人，人稱百目阿辰。
前田先生（漫畫中沒有交代名字）
貴志的父親，因為太太去世，一人負起撫養貴志的責任，喜歡鮪魚壽司。
前田貴志（まえだ たかし）
鳳壽司常客，前田先生的兒子，喜歡煎蛋壽司。
北川潤一（きたがわ じゅんいち）
大和壽司師傅的兒子，後返回中國開餐廳，並將大和壽司老闆夫婦接至中國奉養。用大和壽司老闆的鰻魚醬汁做法來研究、製作北京烤鴨的醬汁。
清水初美
清水哲也的妹妹，出生時就患有嚴重的先天性心臟病，後來得到大和壽司老闆幫忙，到德國進行心臟移植手術，已痊癒。
米村昌幸（よねむら まさゆき）
活跳跳迴轉壽司的社長。
伏見直子（ふしみ なおこ）
鳳壽司常客，加藤先生的外孫女，喜歡將太。
丸川源介（まるかわ げんすけ）
大王鮨的會長，喜歡不同凡響的壽司作品。
丸川春樹（まるかわ はるき）
大王鮨的社長
岡田克郎（おかだ かつろう）
月岡清的師傅，被譽為日本技術最好的壽司師傅，人稱「聖手阿克」，因為高傲的性格導致失敗，失意之下酗酒造成酒精中毒，雙手無法再捏製壽司。後受將太感動與鳳壽司老闆解開心結。
加納弥平（かのう やへい）
加納鮨師傅，擁有比阿辰更厲害的眼力與嗅覺。
加納正平
加納弥平的兒子，擁有不輸其父的辨識力。但不幸死於東京大轟炸。
田辺容堂（たなべ ようどう）
壽司刀師傅，日本國寶。
有津柿太郎（ありつ かきたろう）
陶器師傅，日本國寶。
溝口安二郎（拍手小安/みぞぐち やすじろう）
壽司評審，在吃到真正好吃的東西會像小孩子一樣拍手，被稱為「拍手小安」。
武藤鶴栄（料理人殺手/むとう つるえ）
料理評審，初期被稱為料理人殺手，被其給予差評的店家與廚師很難在業界存活下去。初期常刁難將太，後期受其奮戰精神感動，在全國大賽篇結局以將太為主角出版「將太的壽司」一書，其版稅用於將太父親的醫藥費支付。
岩崎民次（識味眉/いわさき たみじ）
全日本壽司協會會長。年輕時努力鑽研壽司獲得絕對感覺，但長久營養不良導致失明。在吃到真正好吃的東西時，其雙眼會猛然睜開、眉毛上揚，被稱為識味眉。
小林啓吾（こばやし　けいご）
壽司評審
西堀順一（にしぼり　じゅんいち）
巴黎漫畫家
葛西健年
大江戶壽司師傅，擔任將太與紺屋碧悟秋刀魚比賽的裁判

## 出版書籍
將太的壽司（将太の寿司）
單行本
| 集數 | 講談社         | 講談社                 | 東立出版社     | 東立出版社         |
| 集數 | 發售日期       | ISBN                   | 發售日期       | ISBN               |
| ---- | -------------- | ---------------------- | -------------- | ------------------ |
| 1    | 1992年7月13日  | ISBN 978-4-06-311811-7 | 1993年2月20日  | ISBN 957-34-0236-X |
| 2    | 1992年8月6日   | ISBN 978-4-06-311819-3 | 1993年2月20日  | ISBN 957-34-0237-8 |
| 3    | 1992年11月13日 | ISBN 978-4-06-311844-5 | 1993年2月20日  | ISBN 957-34-0238-6 |
| 4    | 1993年1月12日  | ISBN 978-4-06-311864-3 | 1993年2月20日  | ISBN 957-34-0239-4 |
| 5    | 1993年4月14日  | ISBN 978-4-06-311893-3 | 1993年5月30日  | ISBN 957-34-0240-8 |
| 6    | 1993年6月7日   | ISBN 978-4-06-311912-1 | 1993年7月25日  | ISBN 957-34-0241-6 |
| 7    | 1993年9月13日  | ISBN 978-4-06-311940-4 | 1993年10月15日 | ISBN 957-34-1009-5 |
| 8    | 1993年11月12日 | ISBN 978-4-06-311959-6 | 1993年12月30日 | ISBN 957-34-1010-9 |
| 9    | 1994年2月15日  | ISBN 978-4-06-311988-6 | 1994年4月25日  | ISBN 957-34-1011-7 |
| 10   | 1994年4月13日  | ISBN 978-4-06-312008-0 | 1994年6月30日  | ISBN 957-34-1012-5 |
| 11   | 1994年7月12日  | ISBN 978-4-06-312035-6 | 1994年11月5日  | ISBN 957-34-1969-6 |
| 12   | 1994年9月13日  | ISBN 978-4-06-312051-6 | 1995年3月10日  | ISBN 957-34-1970-X |
| 13   | 1994年11月9日  | ISBN 978-4-06-312071-4 | 1995年5月5日   | ISBN 957-34-2896-2 |
| 14   | 1995年2月10日  | ISBN 978-4-06-312105-6 | 1995年7月15日  | ISBN 957-34-2897-0 |
| 15   | 1995年5月11日  | ISBN 978-4-06-312138-4 | 1995年11月20日 | ISBN 957-34-2897-0 |
| 16   | 1995年7月11日  | ISBN 978-4-06-312156-8 | 1996年2月15日  | ISBN 957-34-3728-7 |
| 17   | 1995年10月9日  | ISBN 978-4-06-312187-2 | 1996年5月15日  | ISBN 957-34-3729-5 |
| 18   | 1996年1月13日  | ISBN 978-4-06-312221-3 | 1996年8月20日  | ISBN 957-34-3730-9 |
| 19   | 1996年3月14日  | ISBN 978-4-06-312243-5 | 1996年10月10日 | ISBN 957-34-4215-9 |
| 20   | 1996年5月14日  | ISBN 978-4-06-312268-8 | 1996年12月25日 | ISBN 957-34-4498-4 |
| 21   | 1996年6月14日  | ISBN 978-4-06-312280-0 | 1997年2月10日  | ISBN 957-34-4623-5 |
| 22   | 1996年8月9日   | ISBN 978-4-06-312303-6 | 1997年4月25日  | ISBN 957-34-4699-5 |
| 23   | 1996年10月15日 | ISBN 978-4-06-312329-6 | 1997年6月20日  | ISBN 957-34-4866-1 |
| 24   | 1996年12月11日 | ISBN 978-4-06-312350-0 | 1997年8月20日  | ISBN 957-34-4867-X |
| 25   | 1997年2月14日  | ISBN 978-4-06-312372-2 | 1997年12月25日 | ISBN 957-34-6033-5 |
| 26   | 1997年5月14日  | ISBN 978-4-06-312405-7 | 1998年1月30日  | ISBN 957-34-6034-3 |
| 27   | 1997年7月15日  | ISBN 978-4-06-312430-9 | 1998年3月25日  | ISBN 957-34-6035-1 |

文庫版/台版為愛藏版
| 集數 | 講談社         | 講談社                 | 東立出版社     | 東立出版社             |
| 集數 | 發售日期       | ISBN                   | 發售日期       | ISBN                   |
| ---- | -------------- | ---------------------- | -------------- | ---------------------- |
| 1    | 2002年4月12日  | ISBN 978-4-06-360222-7 | 2021年3月8日   | ISBN 978-957-26-6295-3 |
| 2    | 2002年4月12日  | ISBN 978-4-06-360223-4 | 2021年4月8日   | ISBN 978-957-26-6296-0 |
| 3    | 2002年5月10日  | ISBN 978-4-06-360237-1 | 2021年5月7日   | ISBN 978-957-26-6297-7 |
| 4    | 2002年5月10日  | ISBN 978-4-06-360238-8 | 2021年6月7日   | ISBN 978-957-26-6298-4 |
| 5    | 2002年6月4日   | ISBN 978-4-06-360259-3 | 2021年8月27日  | ISBN 978-957-26-6299-1 |
| 6    | 2002年6月4日   | ISBN 978-4-06-360260-9 | 2021年9月27日  | ISBN 978-957-26-6300-4 |
| 7    | 2002年7月4日   | ISBN 978-4-06-360287-6 | 2021年10月28日 | ISBN 978-957-26-6301-1 |
| 8    | 2002年7月4日   | ISBN 978-4-06-360288-3 | 2021年11月26日 | ISBN 978-957-26-6302-8 |
| 9    | 2002年8月9日   | ISBN 978-4-06-360319-4 | 2021年12月24日 | ISBN 978-957-26-6303-5 |
| 10   | 2002年8月9日   | ISBN 978-4-06-360320-0 | 2022年1月25日  | ISBN 978-957-26-6937-2 |
| 11   | 2002年9月12日  | ISBN 978-4-06-360355-2 | 2022年2月25日  | ISBN 978-957-26-6938-9 |
| 12   | 2002年9月12日  | ISBN 978-4-06-360356-9 | 2022年3月28日  | ISBN 978-957-26-6939-6 |
| 13   | 2002年10月11日 | ISBN 978-4-06-360375-0 | 2022年5月13日  | ISBN 978-957-26-6940-2 |
| 14   | 2002年10月11日 | ISBN 978-4-06-360376-7 | 2022年6月16日  | ISBN 978-957-26-6941-9 |

將太的壽司〜全國大賽篇〜（将太の寿司〜全国大会編〜）
單行本
| 集數 | 講談社         | 講談社                 | 東立出版社     | 東立出版社         |
| 集數 | 發售日期       | ISBN                   | 發售日期       | ISBN               |
| ---- | -------------- | ---------------------- | -------------- | ------------------ |
| 1    | 1997年9月13日  | ISBN 978-4-06-312457-6 | 1998年4月5日   | ISBN 957-34-6196-X |
| 2    | 1997年11月14日 | ISBN 978-4-06-312483-5 | 1998年6月5日   | ISBN 957-34-6197-8 |
| 3    | 1998年1月13日  | ISBN 978-4-06-312504-7 | 1998年8月5日   | ISBN 957-34-6963-4 |
| 4    | 1998年3月13日  | ISBN 978-4-06-312524-5 | 1998年9月5日   | ISBN 957-34-6964-2 |
| 5    | 1998年6月15日  | ISBN 978-4-06-312561-0 | 1998年10月25日 | ISBN 957-34-7173-6 |
| 6    | 1998年8月10日  | ISBN 978-4-06-312584-9 | 1999年1月25日  | ISBN 957-34-7174-4 |
| 7    | 1998年10月14日 | ISBN 978-4-06-312608-2 | 1999年3月25日  | ISBN 957-34-7605-3 |
| 8    | 1999年1月12日  | ISBN 978-4-06-312644-0 | 1999年5月10日  | ISBN 957-34-7606-1 |
| 9    | 1999年3月15日  | ISBN 978-4-06-312666-2 | 1999年7月25日  | ISBN 957-34-8288-6 |
| 10   | 1999年5月14日  | ISBN 978-4-06-312689-1 | 1999年9月10日  | ISBN 957-34-8289-4 |
| 11   | 1999年7月14日  | ISBN 978-4-06-312713-3 | 1999年10月25日 | ISBN 957-34-8290-8 |
| 12   | 1999年9月13日  | ISBN 978-4-06-312735-5 | 2000年1月5日   | ISBN 957-34-8291-6 |
| 13   | 1999年12月13日 | ISBN 978-4-06-312786-7 | 2000年3月25日  | ISBN 957-34-9232-6 |
| 14   | 2000年2月15日  | ISBN 978-4-06-312802-4 | 2000年5月20日  | ISBN 957-34-9233-4 |
| 15   | 2000年5月15日  | ISBN 978-4-06-312840-6 | 2000年8月5日   | ISBN 957-34-9772-7 |
| 16   | 2000年7月14日  | ISBN 978-4-06-312859-8 | 2000年9月25日  | ISBN 957-34-9773-5 |
| 17   | 2000年10月14日 | ISBN 978-4-06-312890-1 | 2000年12月25日 | ISBN 957-731-731-6 |

文庫版
| 集數 | 講談社        | 講談社                 |
| 集數 | 發售日期      | ISBN                   |
| ---- | ------------- | ---------------------- |
| 1    | 2003年2月8日  | ISBN 978-4-06-360470-2 |
| 2    | 2003年2月8日  | ISBN 978-4-06-360471-9 |
| 3    | 2003年3月12日 | ISBN 978-4-06-360510-5 |
| 4    | 2003年3月12日 | ISBN 978-4-06-360511-2 |
| 5    | 2003年4月11日 | ISBN 978-4-06-360523-5 |
| 6    | 2003年4月11日 | ISBN 978-4-06-360524-2 |
| 7    | 2003年5月9日  | ISBN 978-4-06-360534-1 |
| 8    | 2003年5月9日  | ISBN 978-4-06-360535-8 |

將太的壽司2 World Stage （将太の寿司2 World Stage）
| 集數 | 講談社        | 講談社                 | 東立出版社     | 東立出版社             |
| 集數 | 發售日期      | ISBN                   | 發售日期       | ISBN                   |
| ---- | ------------- | ---------------------- | -------------- | ---------------------- |
| 1    | 2014年3月20日 | ISBN 978-4-06-354504-3 | 2014年11月14日 | ISBN 978-986-365-952-5 |
| 2    | 2014年7月23日 | ISBN 978-4-06-354527-2 | 2014年11月14日 | ISBN 978-986-365-953-2 |
| 3    | 2015年1月23日 | ISBN 978-4-06-354552-4 | 2015年6月5日   | ISBN 978-986-382-690-3 |
| 4    | 2015年6月23日 | ISBN 978-4-06-354573-9 | 2015年10月16日 | ISBN 978-986-431-694-6 |

將太的壽司 全國大賽篇精華版 最終決賽! 10道菜對決之卷

| 集數 | 講談社        | 講談社                 | 東立出版社    | 東立出版社             |
| 集數 | 發售日期      | ISBN                   | 發售日期      | ISBN                   |
| ---- | ------------- | ---------------------- | ------------- | ---------------------- |
| 全   | 2016年2月10日 | ISBN 978-4-06-385842-6 | 2017年9月21日 | ISBN 978-986-482-690-2 |

### 相關書籍
導讀手冊
將太的壽司完全導讀手冊（将太の寿司完全ガイドブック）
作者：寺沢 大介、週刊少年Magazine、官方手冊製作小組
| 集數 | 講談社        | 講談社                 |
| 集數 | 發售日期      | ISBN                   |
| ---- | ------------- | ---------------------- |
| 全   | 1996年4月20日 | ISBN 978-4-06-319697-9 |

小說
將太的壽司（将太の寿司）
作者：遊生 草平，繪圖：寺沢 大介
| 集數 | 講談社         | 講談社                 |
| 集數 | 發售日期       | ISBN                   |
| ---- | -------------- | ---------------------- |
| 全   | 1996年12月20日 | ISBN 978-4-06-324317-8 |

## 電視劇
1996年4月19日至9月20日的每個星期五晚上8點（7：58 - 8：54）於日本富士電視台播出，全16話、平均收視率11.1%。主演為柏原崇、木村佳乃、廣末涼子、杉本哲太和北原雅樹。台灣由緯來日本台播出，全16話，中文標題與原版不同。
電視播出結束後，日本沒有出版VHS或DVD版本，只發布原聲帶CD，在台灣有出版DVD版本。

### 劇情簡介
關口將太一家三口，在小樽經營一家壽司店。由於《壽司》連鎖店的壟斷，使得經營面臨危機。將太來到東京，進入《鳳壽司》進行修業。將太天資聰明，一直被受師兄的排擠和刁難，但將太以其堅韌不拔的毅力，磨煉制作壽司的手藝。《壽司》連鎖店在東京拓展影響到《鳳壽司》所在的商店街存亡，鳳老板答應與《壽司》連鎖店比賽，以換取其撤消開店計劃。最後，將太克服重重困難，為了家庭生意及《鳳壽司》與壽司連鎖店師傅鬼村龍二展開對決……

### 製作人員
- 原作：寺沢大介「將太的寿司」
- 導演：佐藤祐市（日语：佐藤祐市）、西前俊典
- 劇本：友澤晃、樫田正剛（日语：樫田正剛）
- 制作：森谷雄（日语：森谷雄）
- 音樂：服部隆之
- 主題曲：《我們去旅行的理由 （ぼくらが旅に出る理由） 》，演唱者：小澤健二（日语：小澤健二）

### 演員
- 關口將太：柏原崇
- 佐治安人：杉本哲太
- 岡村秀政：今田耕司（日语：今田耕司）
- 小畑慎吾：北原雅樹（日语：北原雅樹）
- 富山雅子：雛形明子
- 鳳小百合：木村佳乃
- 宇崎辰巳：金子賢（日语：樫田正剛金子賢）
- 渡邊久美子：井出薰（日语：井出薰）
- 關口源治：夏八木勳（日语：夏八木勳）
- 關口美春：廣末涼子
- 黒田龍三：須永慶（日语：須永慶）
- 將太和美春的母親：大塚良重（日语：大塚良重）
- 藤田政二：蟹江敬三
- 鬼村龍二：松重豐
- 笹木虎雄：石田太郎（日语：石田太郎）
- 鳳八千代：多岐川裕美（日语：多岐川裕美）
- 鳳征五郎：龍雷太（日语：龍雷太）

### 集數
| 集數 | 播出電視台 | 播出電視台                 |
| 集數 | 富士電視台 | 緯來日本台                 |
| 集數 | 日文標題   | 中文標題                   |
| ---- | ---------- | -------------------------- |
| 1    |            | 巴壽司鮪魚全餐             |
| 2    |            | 鳳壽司招牌壽司飯           |
| 3    |            | 媽媽味道的烘蛋             |
| 4    |            | 單手迴旋一手VS雙手迴旋五手 |
| 5    |            | 和式菜刀                   |
| 6    |            | 竹筴魚壽司                 |
| 7    |            | 鯛魚壽司                   |
| 8    |            | 卷壽司                     |
| 9    |            | 星鰻壽司                   |
| 10   |            | 關西壽司                   |
| 11   |            | 壽司拼盤                   |
| 12   |            | 豆魚壽司                   |
| 13   |            | 蛤肉卷壽司                 |
| 14   |            | 八角魚壽司                 |
| 15   |            | 細工壽司                   |
| 16   |            | 鮪肚肉排壽司               |

## 電視動畫
為東京電視台於1999年10月11日的體育節在農林水產省的政府新聞節目上播出的54分鐘特別篇動畫。

### 製作人員
- 原作：寺沢大介「將太的寿司」
- 導演：角田利隆
- 劇本：増田貴彦（日语：増田貴彦）
- 人物設定：金沢比呂司（日语：金沢比呂司）
- 作畫監督：昆進之介
- 美術監督：稲葉靖之
- 攝影監督：森下成一
- 動畫制作：STUDIO COMET
- 制作：文化放送ブレーン（日语：文化放送ブレーン）

## 外部連結
- 將太的壽司2 World Stage （页面存档备份，存于）（日語）
- 緯來日本台將太的壽司電視劇 （页面存档备份，存于）（繁體中文）
- 将太の寿司　名物鳳寿司に忍び寄る危機 （页面存档备份，存于）（日語）